# کانوپولیس (کانزاس)
کانوپولیس (به انگلیسی: Kanopolis) شهری در ایالت کانزاس کشور ایالات متحده آمریکا است که جمعیت آن در سرشماری سال ۲۰۱۰ میلادی، ۴۹۲ نفر بوده‌است.